# (12399) Bartolini
(12399) Bartolini es un asteroide perteneciente al cinturón de asteroides descubierto por Luciano Tesi y Andrea Boattini desde el Observatorio Astronómico de las Montañas de Pistoia, en San Marcello Pistoiese, Italia, el 19 de julio de 1995.

## Designación y nombre
Bartolini recibió al principio la designación de 1995 OD.
Posteriormente, en 2000, se nombró en honor del astrofísico italiano Corrado Bartolini.

## Características orbitales
Bartolini orbita a una distancia media del Sol de 2,295 ua, pudiendo alejarse hasta 2,416 ua y acercarse hasta 2,175 ua. Su excentricidad es 0,05253 y la inclinación orbital 1,288 grados. Emplea 1270 días en completar una órbita alrededor del Sol. El movimiento de Bartolini sobre el fondo estelar es de 0,2834 grados por día.

## Características físicas
La magnitud absoluta de Bartolini es 15.